# Edgar Wollgandt
Edgar Wollgandt (Wiesbaden, 18 de juliol de 1880 - Leipzig, 25 de desembre de 1949) fou un músic alemany.
Estudià en el Conservatori de la seva ciutat natal, destacant en l'ensenyança del violí, que perfeccionà més tard a Frankfurt sota la direcció de Hermann. El 1903 fou designat mestre-director de l'orquestra del Gewandhaus, de Leipzig, i fou director del celebrat Gewandhaus-Quartett, que amb ell componient K. Hermann, K. Wolksche, Julius Klengel. Va actuar diverses vegades en les temporades de Bayreuth com a Kapellmeister.